# Jesse James (crimineel)
Jesse Woodson James (Kearney (Missouri), 5 september 1847 – St. Joseph (Missouri), 3 april 1882) was een Amerikaans crimineel. Jesse James staat bekend als een van de schurken van het Wilde Westen. Hij pleegde een groot aantal overvallen en vermoordde een tiental personen. Op 3 april 1882 werd Jesse James vermoord door een lid van zijn nieuwe bende, Robert Ford. Die hoopte een beloning op James zijn hoofd te krijgen en een beloofde amnestie voor zijn eerdere misdaden. Hij schoot Jesse James van achteren door het hoofd toen die op een stoel stond om een schilderij af te stoffen. Hij was toen onder de naam Tom Howard getrouwd met Zerelda Amanda Mimms.

## Levensloop

### Amerikaanse Burgeroorlog
Jesse vocht met zijn broer Frank en een aantal vrienden als vrijschutter in de burgeroorlog. Zo waren ze op zeker ogenblik aangesloten bij de bende van William Quantrill. Aan het eind van de oorlog keerde hij terug naar huis. Het land van zijn moeder bleek echter, onder dwang, verkocht te zijn aan investeerders die het land wilden gebruiken om een spoorweg aan te leggen. Ook bij andere veehouders en boeren bleek dit het geval.

### DeJames-Youngerbende
Jesse en zijn broer Frank vormden een bende die zich verzette tegen de investeerders. Ze deden dit door de aanleg van de spoorwegen te saboteren en banken te overvallen waar de investeerders hun geld hadden opgeslagen. Jesse James zag zichzelf als een rebel en een moderne Robin Hood, die stal van de rijken en het geld aan de armen gaf. Het is echter nooit bewezen dat James werkelijk zo nobel was. Tijdens de overvallen vielen regelmatig doden, vaak voorbijgangers en kassiers. Ook Jesse James had verscheidene slachtoffers op zijn geweten. Hij was echter erg ontdaan toen tijdens een overval een klein meisje werd gedood. Voor de veelal arme bevolking van Missouri was Jesse een held. Zij zagen hem als een tegenstander van de gehate overheid en als een vrijheidsstrijder. Ook sommige kranten verheerlijkten zijn daden en Jesse was gevoelig voor deze publiciteit. Later werd hij ook verheerlijkt in allerlei stuiverromans en werd hij meer en meer afgebeeld als een rebel en een held in plaats van als een bandiet.

### De laatste jaren
De James-Youngerbende bestond voornamelijk uit broers van twee families: James en Younger. Na een mislukte overval op de First National bank in Northfield in 1876 werden de Younger-broers opgepakt. De gebroeders James ontkwamen en hielden zich zo'n drie jaar lang verborgen. Dat betekende het einde van de James-Youngerbende. In 1879 begonnen Jesse en Frank James een nieuwe bende. Ze overvielen weer postkoetsen, treinen en banken. In 1882 werd Jesse doodgeschoten door bendelid Robert Ford. Hij liet een vrouw en twee kinderen achter.

## In populaire media

### Film
In de loop der jaren gaven verscheidene acteurs gestalte aan Jesse James, onder meer
- Tyrone Power in Jesse James (Henry King, 1939)
- Reed Hadley in I Shot Jesse James (Samuel Fuller, 1949)
- Wendell Corey in Alias Jesse James (Norman Z. McLeod, 1939)
- Robert Duvall in The Great Northfield Minnesota Raid (Philip Kaufman, 1972)
- James Keach in The Long Riders (Walter Hill, 1980)
- Rob Lowe in Frank & Jesse (Robert Boris, 1995)
- Colin Farrell in American Outlaws (Les Mayfield, 2001)
- Brad Pitt in The Assassination of Jesse James by the Coward Robert Ford (Andrew Dominik, 2007)

### Strip
- Jesse speelt de hoofdrol in de Lucky Luke-strip Jesse James door Morris (tekeningen) en René Goscinny (scenario).

### Muziek
‘’I’m bad like Jesse James’’ van John Lee Hooker